# Gaja-la-Selve
Gaja-la-Selve är en kommun i departementet Aude i regionen Occitanien  i södra Frankrike. Kommunen ligger  i kantonen Fanjeaux som ligger i arrondissementet Carcassonne. År 2022 hade Gaja-la-Selve 136 invånare.

## Befolkningsutveckling
Antalet invånare i kommunen Gaja-la-Selve
Referens: INSEE